# Tom
A Tom (oroszul Томь) folyó Oroszországban, Nyugat-Szibéria délkeleti részén, az Ob jobb oldali mellékfolyója. Orosz neve a ket nyelvből származik, ahol a to:m szó jelentése: „a Kety folyó”.

## Földrajz
A Tom Hakaszföldön ered, a Kemerovói területen folyik keresztül és a Tomszki terület déli részén ömlik az Ob folyóba. Hossza: 827 km, vízgyűjtő területe: 62 000 km², közepes vízhozama a torkolatnál: 1110 km³/sec (vízgyűjtő területéhez képest igen nagy).
Az Abakan-hegység nyugati lejtőin ered és nyugat felé halad, majd Novokuznyeck városnál éles kanyarral északi irányba fordul. A Kuznyecki-medencén folyik keresztül, a Szalair hegyvonulat és a Kuznyecki-Alatau közötti területen. Ezen a részen meredek esésű, szűk völgyben haladó hegyi folyó. Alsó szakaszának végén sík vidékre ér, futása lelassul, völgye kiszélesedik, így jut el Tomszk város alatti torkolatáig.
A folyó nagyrészt olvadékvizekkel táplálkozik. Tavaszi árvize a hegyekben lévő hó olvadásától függően több hullámban érkezik és nagy jégtorlaszok képződésével jár, különösen az alsó szakaszon, ahol az olvadás csak később kezdődik.

## Mellékfolyók
Kevés jelentős mellékfolyója van, ezeket az alsó szakaszon veszi fel:
- bal oldalon a Mrasz-Szu és a Kondoma (ez utóbbi Novokuznyeck város folyója);
- jobb oldalon az Usza.

## Városok, víztározó
- Mezsdurecsenszk
- Novokuznyeck
- Kemerovo
- Jurga
- Tomszk
- Szeverszk

A Kuznyecki-medence Szibéria egyik legfontosabb nehézipari központja, szénbányászata, kohászata, vegyipara országos jelentőségűek. Az ipar és a kb. 3 milliós lakosság vízszükségletét szinte kizárólag a Tom biztosítja. Az üzemek által kibocsátott szennyvíz nagy koncentrációban tartalmaz mérgező anyagokat, köztük fenolt és stronciumot is (Kemerovo vegyészeti kombinátja). A Tom az ország egyik legszennyezettebb folyójának számít, bár az utóbbi években az ipari termelés csökkenése miatt a szennyezettség mértéke kissé mérséklődött.
1975-ben a középső szakaszon, Krapivinszknél nagy víztározó építését kezdték meg, a zöld mozgalmak tiltakozása miatt azonban 1989-ben leállították. A félbehagyott építkezés miatt a folyó csak az alsó szakaszon hajózható.

## Sziklarajzok
A Tom völgye régészeti és történelmi emlékekben különösen gazdag. Köztük legismertebbek a Kemerovo és Jurga közötti, 2-4000 éves sziklarajzok (Tutalszkoje és környéke), melyek feltehetően az obi-ugor népek elődeitől származnak.